# Václav Burda
Václav Burda (14. ledna 1973 – 16. července 2018 Mikulčice) byl český hokejový obránce, účastník MS 1998, kde získal bronzovou medaili.

## Hráčská kariéra
Na rozdíl od svých vrstevníků přišel na první trénink pražské Sparty v deseti letech, díky své sportovní všestrannosti po dvou trénincích šel hrát soutěžní zápas. Že se jednalo o kvalitního hráče, svědčí i to, že se dokázal prosadit již jako 17letý do A-týmu. Během svého hokejového působení měl to štěstí se potkat s legendami českého hokeje Pavlem Wohlem a Josefem Horešovským. Ve Spartě vydržel do konce sezóny 1998-1999, kdy přestoupil do Švédska. Zde odehrál v týmu Luleå HF tři sezóny, i když v posledních dvou kvůli zdravotním potížím měl herní výpadky. Ze zdravotních důvodů aktivní kariéru ukončil na začátku roku 2002. Bohužel se mu ozvaly problémy s břišními svaly jako následek kdysi prodělané operace ledvin.
Za českou reprezentaci odehrál 19 zápasů, ve kterých nevstřelil žádný gól.
V roce 1996 hrál půl roku americkou ligu v inline hokeji za San Jose Rhinos.

## Další kariéra
Po skončení hokejové kariéry zůstal u hokeje, od sezóny 2002-2003 pracoval jako skaut Ottawy Senators, na starost měl celý klubový skauting pro Evropu, později jako evropský skaut pro Edmonton Oilers.
Zemřel při autonehodě u obce Mikulčice ve věku 45 let.

## Ocenění a úspěchy
- 1998 ČHL - Nejlepší hráč v pobytu na ledě (+/-)

## Klubová statistika
| Sezóna        | Klub            | Soutěž        |     | Základní část | Základní část | Základní část | Základní část | Základní část |   | Play off | Play off | Play off | Play off | Play off |
| Sezóna        | Klub            | Soutěž        | Z   | G             | A             | B             | TM            | Z             | G | A        | B        | TM       |          |          |
| 1990-91       | HC Sparta Praha | ČSHL          | 4   | 0             | 0             | 0             | 2             | —             | — | —        | —        | —        |          |          |
| 1991-92       | HC Sparta Praha | ČSHL          | 10  | 0             | 0             | 0             | 6             | —             | — | —        | —        | —        |          |          |
| 1992-93       | HC Sparta Praha | ČSHL          | 41  | 3             | 12            | 15            | —             | —             | — | —        | —        |          |          |          |
| 1993-94       | HC Sparta Praha | ČHL           | 40  | 0             | 7             | 7             | 34            | 7             | 0 | 2        | 2        | 12       |          |          |
| 1994-95       | HC Sparta Praha | ČHL           | 21  | 0             | 4             | 4             | 16            | —             | — | —        | —        | —        |          |          |
| 1995-96       | HC Sparta Praha | ČHL           | 29  | 3             | 8             | 11            | 18            | 10            | 4 | 3        | 7        | 22       |          |          |
| 1996-97       | HC Sparta Praha | ČHL           | 46  | 5             | 14            | 19            | 63            | 5             | 0 | 1        | 1        | 2        |          |          |
| 1997-98       | HC Sparta Praha | ČHL           | 50  | 3             | 22            | 25            | 65            | 9             | 1 | 1        | 2        | 4        |          |          |
| 1998-99       | HC Sparta Praha | ČHL           | 37  | 2             | 11            | 13            | 39            | 4             | 0 | 0        | 0        | 0        |          |          |
| 1999-00       | Luleå HF        | SEL           | 44  | 7             | 8             | 15            | 30            | 2             | 0 | 0        | 0        | 4        |          |          |
| 2000-01       | Luleå HF        | SEL           | 16  | 3             | 5             | 8             | 16            | 10            | 2 | 1        | 3        | 29       |          |          |
| 2001-02       | Luleå HF        | SEL           | 20  | 2             | 2             | 4             | 12            | —             | — | —        | —        | —        |          |          |
| Celkem v ČSHL | Celkem v ČSHL   | Celkem v ČSHL | 55  | 3             | 12            | 15            | 8             | —             | — | —        | —        | —        |          |          |
| Celkem v ČHL  | Celkem v ČHL    | Celkem v ČHL  | 223 | 13            | 66            | 79            | 235           | 35            | 5 | 7        | 12       | 40       |          |          |
| Celkem v SEL  | Celkem v SEL    | Celkem v SEL  | 80  | 12            | 15            | 27            | 58            | 12            | 2 | 1        | 3        | 33       |          |          |

## Reprezentace
| Rok                       | Tým                       | Soutěž                    | Z | G | A | B | TM |
| ------------------------- | ------------------------- | ------------------------- | - | - | - | - | -- |
| 1993                      | Česko a Slovensko 20      | MSJ                       | 5 | 0 | 1 | 1 | 0  |
| 1998                      | Česko                     | MS                        | 2 | 0 | 0 | 0 | 0  |
| Juniorská kariéra celkově | Juniorská kariéra celkově | Juniorská kariéra celkově | 5 | 0 | 1 | 1 | 0  |
| Seniorská kariéra celkově | Seniorská kariéra celkově | Seniorská kariéra celkově | 2 | 0 | 0 | 0 | 0  |